# Мойта-душ-Феррейруш
Мойта-душ-Феррейруш (порт. Moita dos Ferreiros)  —  район (фрегезия) в Португалии,  входит в округ Лиссабон. Является составной частью муниципалитета  Лориньян. По старому административному делению входил в провинцию Эштремадура. Входит в экономико-статистический  субрегион Оэште, который входит в Центральный регион. Население составляет 1740 человек на 2001 год. Занимает площадь 24,75 км².
Покровителем района считается Дева Мария (порт. Maria). 